# Ангомон
Ангомо́н (фр. Angomont) — коммуна во французском департаменте Мёрт и Мозель региона Лотарингия. Относится к кантону Бадонвиллер.

## География
Ангомон расположен в 60 км к востоку от Нанси. Соседние коммуны: Сен-Совёр на северо-востоке, Бадонвиллер на юго-западе, Бремениль и Нёвиллер-ле-Бадонвиллер на западе, Парю на северо-западе. Коммуна расположена непосредственно в лесном массиве.

## История
- На территории коммуны находятся следы галло-романской культуры.
- В XVII веке деревня, называемая тогда Алленком, была разрушена шведами.
- Во время Первой мировой войны в местечке Шапелотт и на одноимённом холме в окрестностях Ангомона шли тяжёлые бои.

## Демография
Население коммуны на 2010 год составляло 101 человек.
| 1962 | 1968 | 1975 | 1982 | 1990 | 1999 | 2010 |
| ---- | ---- | ---- | ---- | ---- | ---- | ---- |
| 117  | 118  | 112  | 88   | 87   | 90   | 101  |

## Достопримечательности
- Часовня Шапелотт, построенная в XIX веке.